# Orthen
Orthen  é um hamlet no município neerlandês de 's-Hertogenbosch, na província de Brabante do Norte com cerca de 550 habitantes (31 de dezembro de 2008, fonte: CBS). Antigamente era uma aldeia com a sua própria administração. É mais antiga do que a própria cidade de 's-Hertogenbosch. No orçamento do município Orth também é designado como Departamento de Orth.

## História
Orth é o local da mais antiga residência da jurisdição (libertas) da cidade histórica de 's-Hertogenbosch. Estima-se que a cidade de 's-Hertogenbosch foi fundada em 1196, Orth é mais antiga e foi um distinto solar. Existem relatos de 815 sobre a villa Orthen. O Duque de Brabante, no século XII, fez da área sul da propriedade um local de caça, área esta que ficou conhecida como des Hertogen bosch (o bosque do duque). Orth recebeu o título alodial. Em 1413 pertencia à cidade de 's-Hertogenbosch: a paróquia de Orth, com a Igreja de São Salvador.
O hamlet é conhecido por seu cemitério, o único da cidade. O cemitério recebe o nome de Groenendaal, uma homenagem a primeira pessoa que foi enterrada nele, Johannes van Groenendaal, em 1858. Sua lápide ainda é preservada. Também no hamlet ainda pode ser visitado o antigo Forte de Orth.